# 维克弗藏萨克
维克弗藏萨克（法語：Vic-Fezensac，法語發音：[vik fəzɑ̃sak]），法国西南部城市，奥克西塔尼大区热尔省的一个市镇，隶属于欧什区，其市镇面积为53.9平方公里，2022年1月1日时人口数量为3,578人，是该省人口第七多的市镇，在法国城市中排名第3,166位。
维克弗藏萨克位于热尔省西部偏北，是一个区域性的中心城市，多条铁路在此交汇。法国现任总理让·卡斯泰出生于维克弗藏萨克。

## 地名来源
“维克”一名来源于拉丁语单词，意为“乡村”；而“弗藏萨克”则是当地历史上一个伯爵及家族的名称。

## 历史

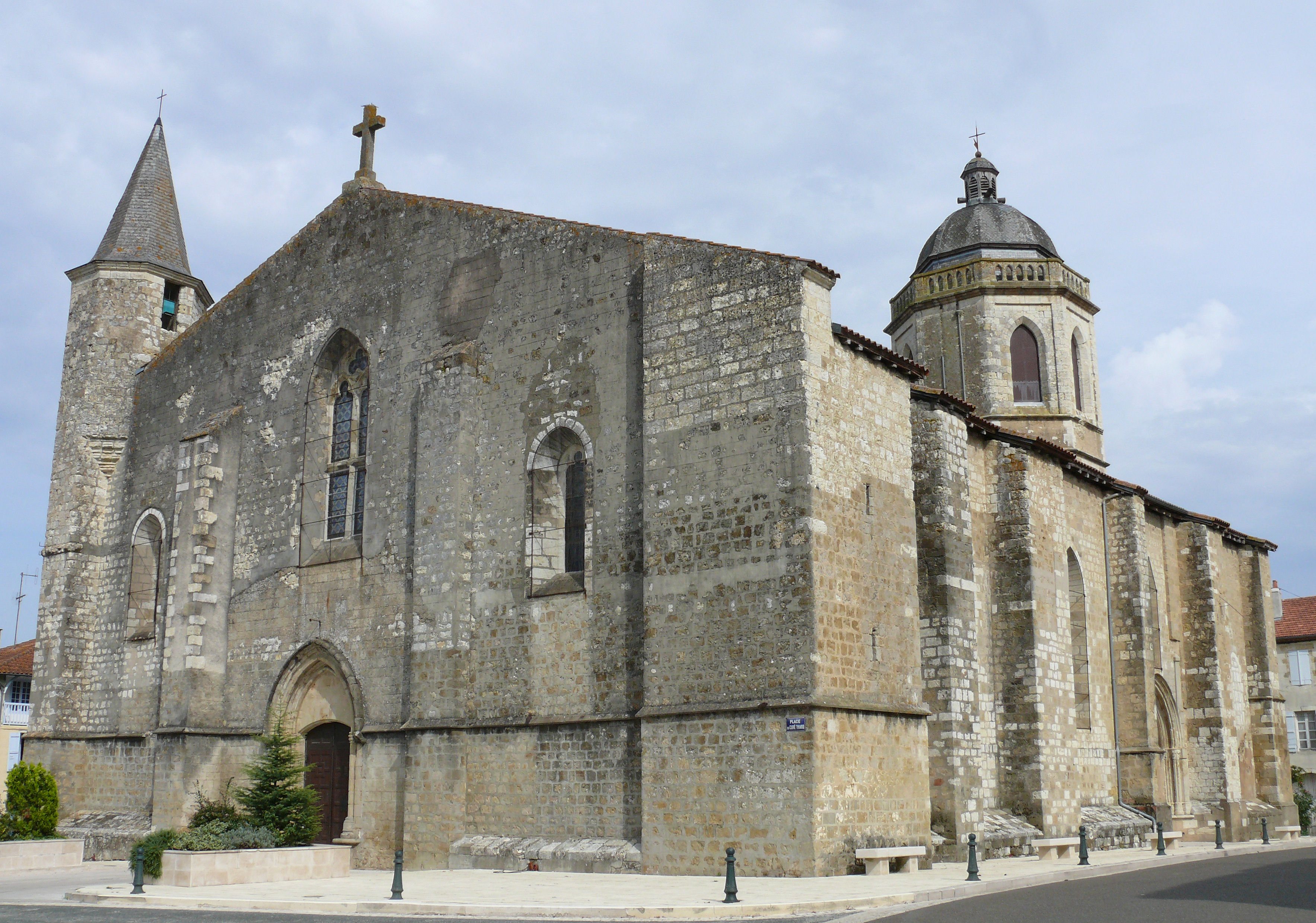
圣皮埃尔教堂

古罗马时期，特纳雷兹大道从维克弗藏萨克附近通过。802年，弗藏萨克成为同名伯国的国都，1110年与阿马尼亚克合并，而爵位则保留至18世纪。中世纪末期，当地曾出现葡萄酒种植园和酒窖。法国大革命后，维克弗藏萨克成为热尔省的一个市镇，工业革命期间，欧兹－欧什铁路由此通过并设站，后于1954年关闭。1973年，相邻的拉格罗拉斯整体并入维克弗藏萨克。

## 地理
维克弗藏萨克位于法国西南部，奥克西塔尼大区西部和热尔省西部，距离省会欧什大约29.5公里。与维克弗藏萨克接壤的市镇包括：伯佐勒、卡亚韦、卡斯蒂隆代巴特、代米、瑞斯蒂扬、拉讷帕克斯、马朗巴、穆雷德、普雷讷龙、罗克布吕讷、罗泽斯、圣让普奇、巴伊斯河畔圣保罗。

### 地形
维克弗藏萨克位于阿马尼亚克腹地，境内以浅丘为主，地势自奥斯河谷向两侧抬升，海拔在102到231米之间。

### 水文
奥斯河流经境内，该河是加龙河的支流，后者为法国五大河流之一。

### 植被
维克弗藏萨克属于温带落叶林区，林地主要分布于奥斯河两岸以及附近的山丘上。

### 气候
维克弗藏萨克在柯本气候分类法中属于温带海洋性气候。

## 行政区划
维克弗藏萨克是法国奥克西塔尼大区热尔省的一个市镇，编号为32462。维克弗藏萨克隶属于欧什区，管理维克弗藏萨克县，同时也是阿尔塔尼昂和弗藏萨克市镇公共社区的办公驻地。
法国国家统计与经济研究所（简称）在进行数据统计时，将维克弗藏萨克及相邻的马朗巴设为维克弗藏萨克城市核心区和维克弗藏萨克城市区。同时，还将维克弗藏萨克市镇单独设为一个“块区”（IRIS）。

## 交通

### 公路
法国国道N124线和多条热尔省省道在维克弗藏萨克境内交汇，奥克西塔尼大区下属的934号城际巴士线路（欧什—蒙德马桑）经停维克弗藏萨克。
2017年，68.3%的维克弗藏萨克家庭拥有至少一辆的私人汽车。2018年，维克弗藏萨克境内共发生各类交通事故2起，造成2人受伤。

### 铁路
维克弗藏萨克所在的欧兹－欧什铁路已于1954年关闭，距离维克弗藏萨克最近的客运铁路车站为欧什站。

### 航空
距离维克弗藏萨克最近的民用航空站为阿让机场，距离维克弗藏萨克市中心的公路里程约64公里。

### 城市公共交通
维克弗藏萨克暂无城市公共交通系统。

## 政治

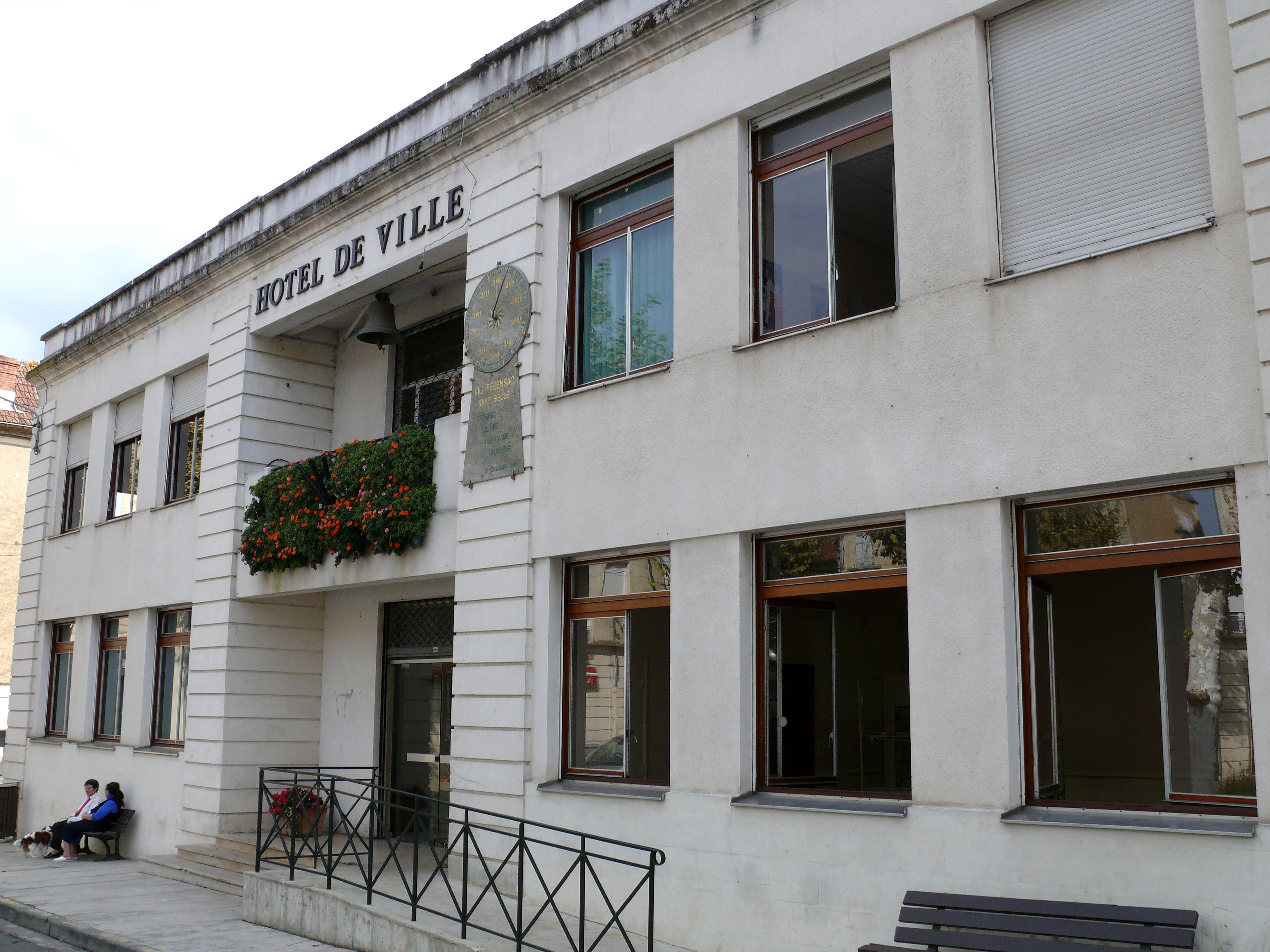
维克弗藏萨克市政厅

维克弗藏萨克的现任市长为芭芭拉·内托女士（Barbara Neto），她是共和党的一名成员，在2020年的市政选举中获得了46.3%的支持率。
在2017年的法国总统大选中，法国第25任总统埃马纽埃尔·马克龙在维克弗藏萨克获得了68.22%的支持率。

## 人口
2017年，维克弗藏萨克市镇人口数量为3,474，在法国排名第3,166位。其中男性1,604人，女性1,870人，75岁及以上人口占17.4%，外籍人口数量为645人，人口密度为64人/平方公里，当地居民被称为（男性）或（女性）。2018年，维克弗藏萨克境内出生29人，死亡人口66人。
| 年份   | 1936  | 1946  | 1954  | 1962  | 1968  | 1975  | 1982  | 1990  | 1999  | 2005  | 2010  | 2015  | 2017  |
| ------ | ----- | ----- | ----- | ----- | ----- | ----- | ----- | ----- | ----- | ----- | ----- | ----- | ----- |
| 人口數 | 2,726 | 3,032 | 3,029 | 3,441 | 3,966 | 4,111 | 3,978 | 3,683 | 3,614 | 3,558 | 3,645 | 3,488 | 3,474 |

## 经济
维克弗藏萨克是一个区域性的中心城市，当地共有各类用人单位648家，平均历史为18年，全部为中小型企业（PME）。韦坎（Vicun，零售）、热尔蒂布-索日克（Gerstube - Sogic，塑料加工）及热拉家族（Maison Gelas，饮品批发）是当地2019年营业额最高的三个企业，分别为11,336,637欧元、6,378,447欧元和1,841,583欧元。

## 财政收入
2018年，维克弗藏萨克的财政收入总额为4,377,380欧元，财政支出总额为4,187,030欧元，当年的债务总额为4,689,580欧元。
2015年，维克弗藏萨克的人均收入总额为2,383欧元，其中高职人员为3,800欧元，普通职员为1,737欧元。
2017年，维克弗藏萨克境内的青壮年（15至64岁）失业率为12.7%，当地42.3%的家庭拥有纳税资格。

## 社会事务

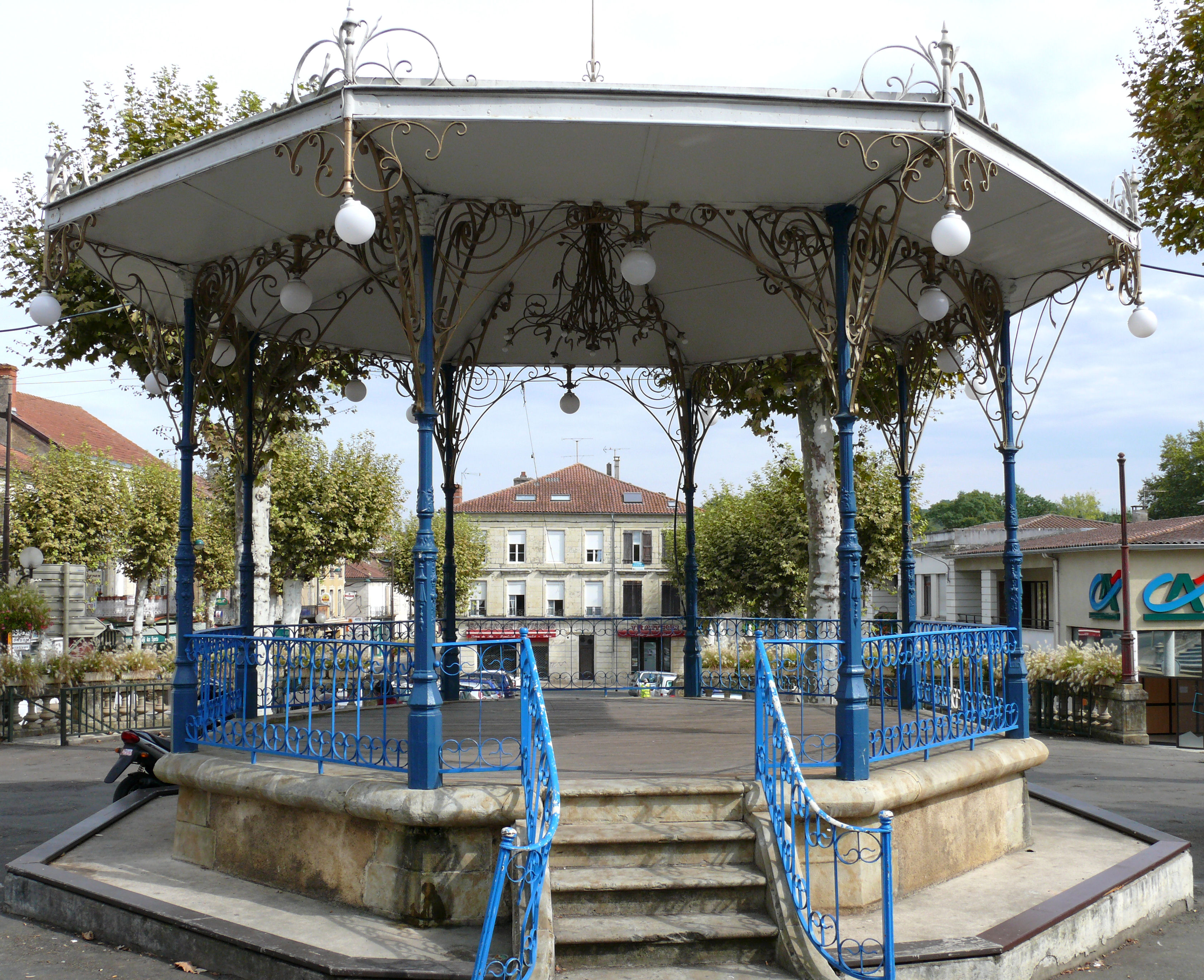
一处凉亭

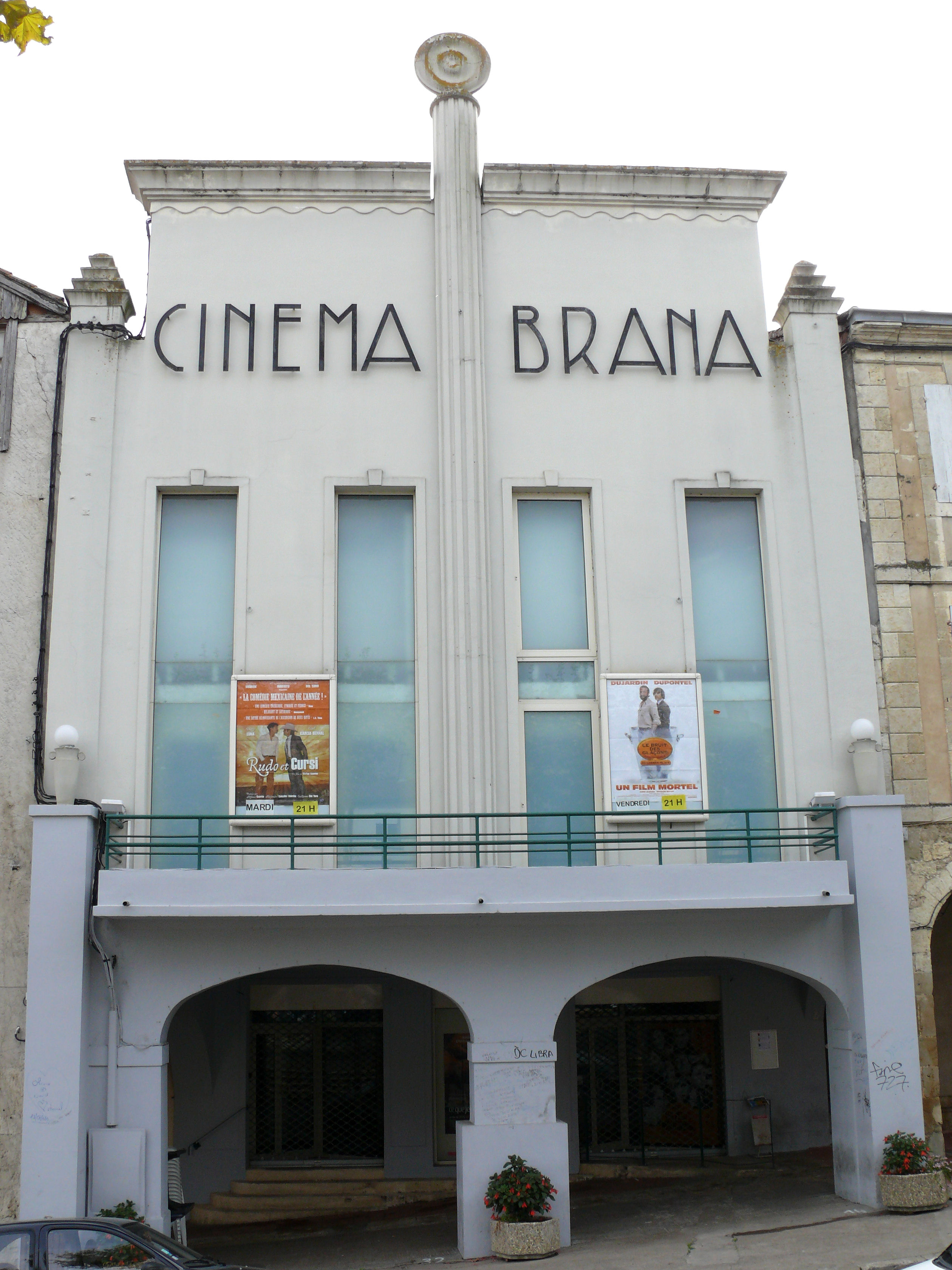
电影院

### 教育
维克弗藏萨克属于图卢兹学区。截止2019年1月1日，维克弗藏萨克境内共有1所幼儿园、1所小学和1所初级中学。 2018至2019学年度，维克弗藏萨克境内共有在校中等教育阶段学生265名。

### 医疗
截止2019年1月1日，维克弗藏萨克境内共有全科医生6名、保健师4名、牙医3名、护士10名、眼科医生1名和助产士1名。境内共有药房3家和养老院2家。
维克弗藏萨克地方医院（Hôpital local de Vic-Fezensac）是法国的一个区域性医疗机构，其主病区位于维克弗藏萨克市区，设有床位120个，是当地规模最大的公立综合性医院。

### 住房
2017年，维克弗藏萨克境内共有各类住房2,220套，其中79.1%为独立式居民区，20%为集中式居民区。常住房屋占维克弗藏萨克市镇范围内居民建筑总量的90.1%。

### 商业
2018年，维克弗藏萨克境内共有各类实体商铺117家，其中餐厅16家、大型超市2家、杂货店2家、面包房3家、肉铺3家、银行门店4家、美容美发店9家、汽车维修店14家。市区东北部的马朗巴境内建有大型开放式商业街区。

### 体育
2019年，维克弗藏萨克境内共有1家游泳池、2间体育馆、1座综合体育场、6处网球场、1处马术场和2处足球或橄榄球场。
维克弗藏萨克体育俱乐部（UA Vic-Fezensac）是当地的一支足球队，2020至2021赛季参加热尔省足球联赛。

### 环境
维克弗藏萨克的环境事务由其所属的公共社区负责。2018年，维克弗藏萨克境内暂无污染企业。

### 治安
2018年，维克弗藏萨克市镇范围内有1处宪兵队。
2014年，维克弗藏萨克及附近地区共发生各类案件1,754起，其中盗窃类案件1,107起，经济类案件230起，毒品交易类案件50起。

## 文化

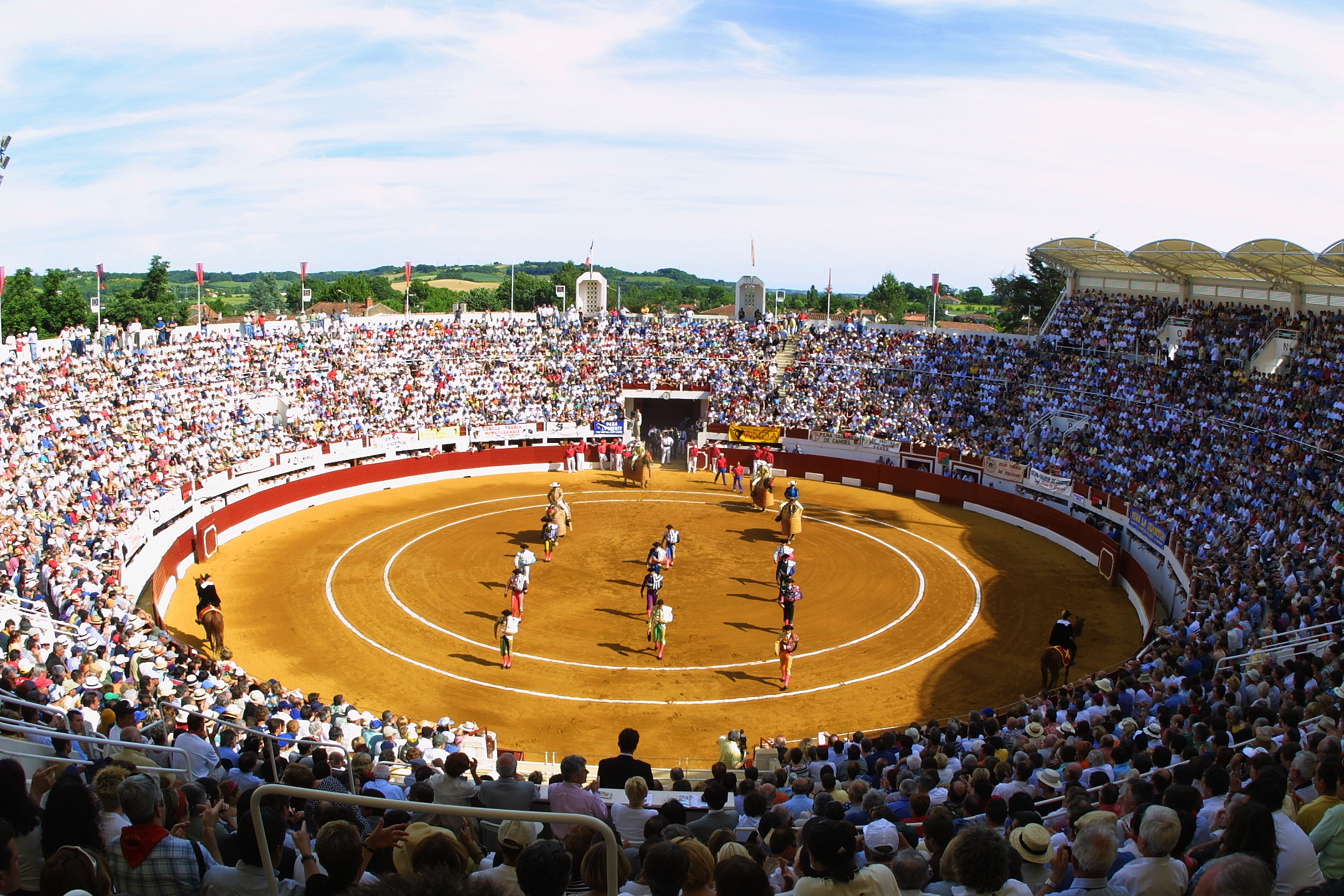
维克弗藏萨克斗兽场

2019年，维克弗藏萨克境内有1家电影院。维克弗藏萨克市政府提供多媒体中心，向公众全年开放。

### 建筑
维克弗藏萨克境内有多处法国国家文物保护单位，其中维克弗藏萨克斗兽场、维克弗藏萨克圣皮埃尔教堂（Église Saint-Pierre de Vic-Fezensac）等为当地的代表性建筑物。

### 旅游
维克弗藏萨克的旅游事务由其所属的市镇公共社区负责。2020年，维克弗藏萨克境内共有2家宾馆共计18间房间。

### 媒体
法国主要的媒体均可在维克弗藏萨克接收，法国电视三台下属的奥克西塔尼大区频道在部分时段播出维克弗藏萨克所属区域的地方新闻。

## 相关人物
法国政治家让·卡斯泰出生于维克弗藏萨克，后者自2020年7月3日起担任法国总理职务。

## 友好城市
截至2020年12月，维克弗藏萨克暂无建立任何友好城市关系关系。